# Emmaboda karateklubb
Emmaboda Karate Klubb  är en karateklubb i Emmaboda där man utövar stilen shotokan. Klubben grundades 1987 (29 oktober) av Roland Falheim som ville fortsätta träna karate när han flyttat från sin tidigare klubb i Karlshamn. I klubbens stadgar fastslås att klubben skall vara en ideell och demokratisk förening. Klubben är ansluten till JKA Sweden, som i sin tur är anslutna till Japan Karate Association (JKA), samt (RF) Riksidrottsförbundet genom Svenska Karateförbundet.
Klubbens verksamhet låg nere under tiden hösten 1994 till hösten 1999, då Roland Falheim var bosatt i Malmö. Sedan starten har klubbens verksamhet varit mest inriktad på träning. Tävlingsframgångar klubben haft på senare tid är bl a guld, silver och brons på JKA RM vid flera tillfällen. Samt ett guld och ett brons på WTKA World Championship i Viareggio, Italien 2006.
Under vissa perioder har klubben haft intresse av att träna KOBUDO (vapenträning). Klubben erbjuder utökad träning (specialidrott) för de elever som studerar på Vilhelm Mobergsgymnasiet i Emmaboda. Som träningslokal används i huvudsak hallarna i Emmaboda Sporthall.